# Georg Karl Berendt
Georg Karl Berendt (Danzica, 13 luglio 1790 – Danzica, 4 gennaio 1850) è stato un medico, paleontologo e aracnologo tedesco, di origini polacche.

## Biografia
Intraprese gli studi all'Università di Königsberg, interessandosi di medicina, che cominciò a praticare già dal 1814, e di botanica.
È ricordato soprattutto per la sua collezione oggi esposta al Museo di storia naturale di Berlino, davvero singolare: oltre 4200 esemplari di piante, insetti, aracnidi e miriapodi tutti inclusi in ambra.

## Campo di studi
Lo studio degli esemplari man mano collezionati spostò i suoi interessi verso la paleontologia e pubblicò vari studi con specialisti dell'epoca nelle varie branche della zoologia.
Pubblicò nel 1845 Der Bernstein und die in ihm befindlichen Pflanzenreste der Vorwelt, un vasto trattato di paleobotanica, insieme allo studioso del ramo Heinrich Göppert (1800–1884).
Nel 1854 venne pubblicato postumo dall'aracnologo Carl Ludwig Koch (1778–1857) il trattato Die im Bernstein befindlichen Myriapoden, Arachniden und Apteren der Vorwelt, incentrato sullo studio della collezione di Berendt.

## Alcuni taxa descritti
- Archaeidae C. L. Koch & Berendt, 1854 - famiglia di ragni
- Clya C. L. Koch & Berendt, 1854 - genere di ragni fossili Theridiidae
- Flegia C. L. Koch & Berendt, 1854 - genere di ragni fossili Theridiidae
- Gorgopsina frenata (C. L. Koch & Berendt, 1854) - ragno fossile della famiglia Salticidae

## Alcune pubblicazioni
- Berendt, G.C., 1816 - De atmosphaera nervorum sensitiva commentatio. dissertazione
- Berendt, G.C., 1836 - Monographie der Bernstein-Schaben. In: Annales de la sociéte entomologique de France. vol. V.
- Berendt, G.C., 1842 - Ueber das Vorkommen größerer Bernsteinmassen im Binnenlande..
- Berendt, G.C., 1845-1856 - Die im Bernstein befindlichen organischen Reste der Vorwelt. Tomo I e II, Berlino, in parte postumo.
- Koch, C. L., & G. C. Berendt, 1854 - Die im Bernstein befindlichen Crustaceen, Myriapoden, Arachniden und Apteren der Vorweld. In Berendt, G. C., Die im Bernstein befindlichen Organischen Reste Insektuto, Konchuaikokai vol.26, p. 14-18